# Kamikaze (tifone)

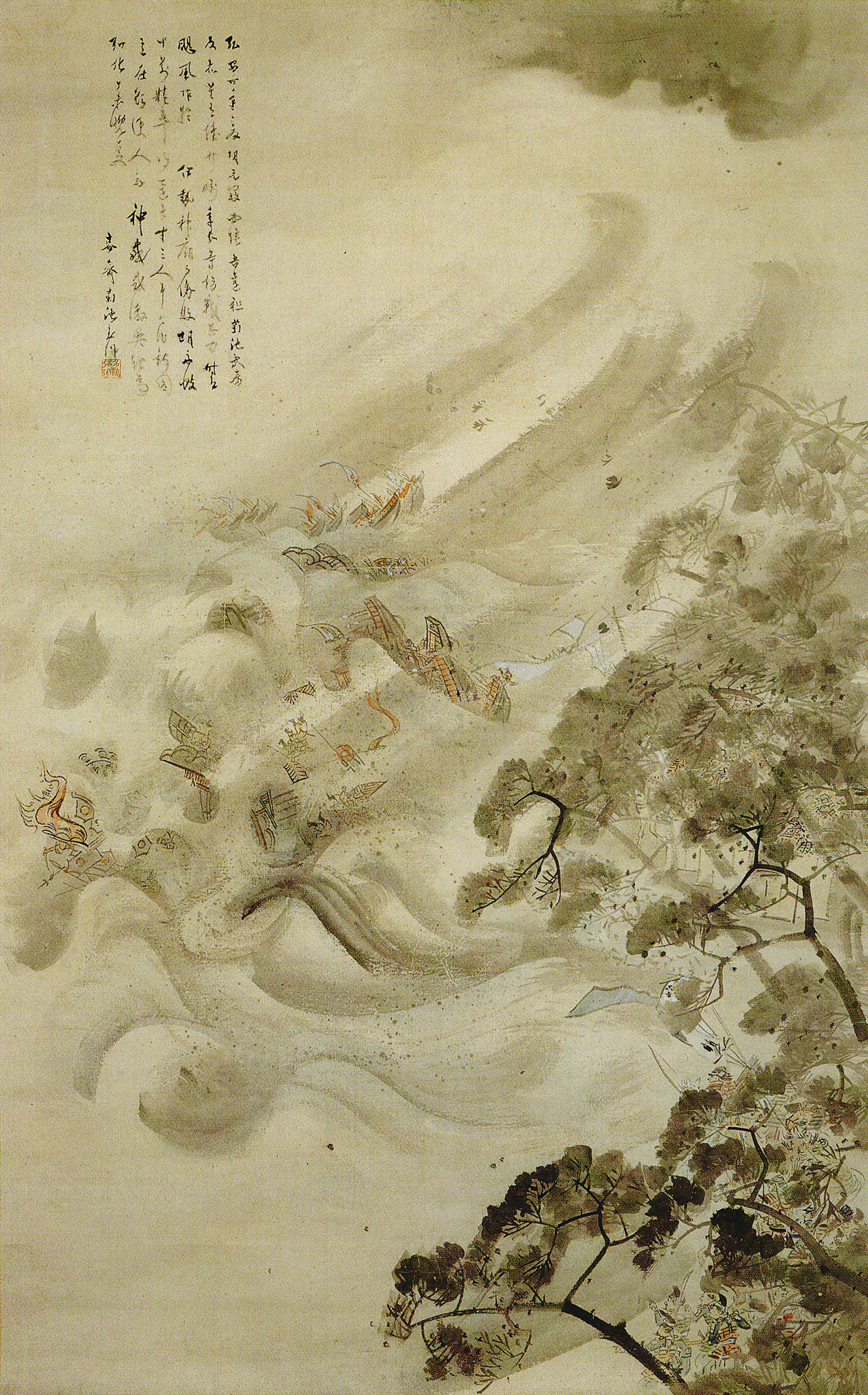
La flotta mongola distrutta da un tifone; china su carta, Kikuchi Yōsai, 1847.

I Kamikaze (神風? lett. "vento divino") furono due tempeste di vento o tifoni che, secondo la percezione dell'epoca, avrebbero salvato il Giappone da due flotte mongole che, sotto il regno di Kublai Khan, tentarono di invadere il Giappone. La prima di queste flotte attaccò il Giappone nel 1274, tentativo che fu ripetuto nel 1281. A causa della diffusione del Buddismo Zen tra i samurai del tempo i tifoni che causarono la distruzione delle navi mongole furono descritti come venti divini, sia per la loro potenza che per il momento favorevole nel quale si erano generati.

## Storia
La seconda delle due flotte mongole, composte da più di 4.000 navi che trasportavano circa 140.000 uomini, è considerata il maggiore tentativo di invasione navale della storia e la sua consistenza fu superata solo in tempi recenti dall'operazione Overlord, l'invasione (riuscita) della Normandia messa in atto dalle forze alleate nel 1944.
Secondo lo storico James McClain in entrambe le occasioni le truppe mongole erano riuscite a costituire una testa di ponte sul suolo giapponese, ma un kamikaze, che venne in seguito considerato come generato dalle divinità protettrici del Giappone, imperversò sulle forze di invasione mongole con tale durezza da costringerne il ritorno alle basi di partenza situate sul continente asiatico.

## Nel mito
Nella mitologia popolare giapponese fu il Dio Raijin che scagliò la tempesta contro i Mongoli. Altre tradizioni affermano invece che i kamikaze furono generati dal Dio Fūjin.

## Uso metaforico
Il nome dato ai due tifoni, "kamikaze", fu attribuito nella seconda guerra mondiale agli attacchi suicidi dei piloti giapponesi contro la flotta degli Stati Uniti.
Tale metafora sottintendeva che questi piloti sarebbero stati il "vento divino" che avrebbe nuovamente spazzato via il nemico dai mari che circondano il Giappone.
L'uso di kamikaze con il significato di "attentatore suicida" o "combattente suicida" è in seguito diventato comune in varie lingue compreso l'italiano.